# Courmayeur Noir in Festival
 (mai 2025).
Pour les articles homonymes, voir Courmayeur (homonymie).
Le Courmayeur Noir in Festival, est un festival cinématographique et littéraire consacré aux séries télévisées, films et romans noir, s'étant déroulé à Courmayeur, en Vallée d'Aoste, au mois de décembre de 1991 à 2015. Depuis 2016, le festival se déroule à Côme et à Milan.

## Historique
Le festival est créé à Viareggio en 1991 et a déménagé dans la commune valdôtaine deux ans plus tard. Il est consacré aux films noirs, aux films policiers et aux thrillers. Il a pris le relais après la fermeture du festival Mystfest, qui se déroulait dans les années 1980 à Cattolica.

## Description
Le festival du film noir de Courmayeur avait lieu au mois de décembre. Dans le cadre du festival étaient décernés également le « prix Raymond Chandler » aux maîtres du genre policier au niveau international et le « prix Scerbanenco », pour le meilleur roman noir italien de l'année.
Il est dédié aussi bien au cinéma noir qu'aux romans policiers. Son évolution au cours des années a élargi son domaine d'influence aux bandes dessinées et aux bandes sonores, et a établi ainsi un dialogue entre de différentes formes d'expression sous le signe du mystère.